# Latimer Whipple Ballou
Latimer Whipple Ballou, född 1 mars 1812 i Cumberland i Rhode Island, död 9 maj 1900 i Woonsocket i Rhode Island, var en amerikansk politiker (republikan). Han var ledamot av USA:s representanthus 1875–1881.
Ballou efterträdde 1879 James M. Pendleton som kongressledamot och efterträddes 1881 av Jonathan Chace.
Ballou är begravd på Oak Hill Cemetery i Woonsocket.